# Diocesi di Tshumbe
La diocesi di Tshumbe (in latino: Dioecesis Tshumbeensis) è una sede della Chiesa cattolica nella Repubblica Democratica del Congo suffraganea dell'arcidiocesi di Kananga. Nel 2022 contava 477.710 battezzati su 1.646.300 abitanti. È retta dal vescovo Vincent Tshomba Shamba Kotsho.

## Territorio
La diocesi comprende per intero i territori di Katako-Kombe e di Lodja, e in parte quelli di Lubefu e di Kole nella provincia di Sankuru nella Repubblica Democratica del Congo.
Sede vescovile è la città di Tshumbe, dove si trova la cattedrale di Santa Maria Assunta.
Il territorio è suddiviso in 23 parrocchie.

## Storia
La prefettura apostolica di Tshumbe fu eretta il 25 maggio 1936 con la bolla Ad evangelici di papa Pio XI, ricavandone il territorio dal vicariato apostolico del Kasai superiore (oggi arcidiocesi di Kananga).
Il 13 marzo 1947 la prefettura apostolica fu elevata al rango di vicariato apostolico con la bolla Laeto animo di papa Pio XII.
Il 10 novembre 1959 il vicariato apostolico è stato elevato a diocesi con la bolla Cum parvulum di papa Giovanni XXIII.

## Cronotassi dei vescovi
Si omettono i periodi di sede vacante non superiori ai 2 anni o non storicamente accertati.
- Joseph Augustin Hagendorens, C.P. † (28 luglio 1936  - 9 aprile 1968 dimesso[2])
- Albert Tshomba Yungu † (9 aprile 1968 - 22 luglio 1995 dimesso)
- Nicolas Djomo Lola (20 maggio 1997 - 11 giugno 2022 ritirato)
- Vincent Tshomba Shamba Kotsho, dall'11 giugno 2022

## Statistiche
La diocesi nel 2022 su una popolazione di 1.646.300 persone contava 477.710 battezzati, corrispondenti al 29,0% del totale.
| anno | popolazione | popolazione | popolazione | presbiteri | presbiteri | presbiteri | presbiteri                | diaconi | religiosi | religiosi | parrocchie |
| anno | battezzati  | totale      | %           | numero     | secolari   | regolari   | battezzati per presbitero | diaconi | uomini    | donne     | parrocchie |
| ---- | ----------- | ----------- | ----------- | ---------- | ---------- | ---------- | ------------------------- | ------- | --------- | --------- | ---------- |
| 1950 | 31.808      | 180.000     | 17,7        | 36         | 3          | 33         | 883                       |         | 41        | 29        |            |
| 1969 | 58.500      | 300.000     | 19,5        | 33         | 10         | 23         | 1.772                     |         | 43        | 57        | 13         |
| 1980 | 122.500     | 468.000     | 26,2        | 26         | 18         | 8          | 4.711                     |         | 24        | 71        | 15         |
| 1990 | 178.500     | 572.000     | 31,2        | 48         | 42         | 6          | 3.718                     |         | 34        | 98        | 17         |
| 1994 | 225.000     | 680.000     | 33,1        | 56         | 52         | 4          | 4.017                     |         | 30        | 103       | 18         |
| 1999 | 225.000     | 680.000     | 33,1        | 64         | 57         | 7          | 3.515                     |         | 31        | 112       | 18         |
| 2003 | 231.200     | 680.000     | 34,0        | 64         | 58         | 6          | 3.612                     |         | 26        | 126       | 19         |
| 2004 | 331.353     | 683.288     | 48,5        | 64         | 58         | 6          | 5.177                     |         | 28        | 129       | 19         |
| 2010 | 382.000     | 779.000     | 49,0        | 73         | 66         | 7          | 5.232                     |         | 34        | 165       | 20         |
| 2014 | 426.000     | 866.000     | 49,2        | 81         | 76         | 5          | 5.259                     |         | 32        | 197       | 20         |
| 2017 | 401.407     | 1.424.160   | 28,2        | 81         | 76         | 5          | 4.955                     |         | 28        | 198       | 21         |
| 2020 | 447.680     | 1.542.806   | 29,0        | 80         | 75         | 5          | 5.596                     |         | 29        | 230       | 23         |
| 2022 | 477.710     | 1.646.300   | 29,0        | 94         | 90         | 4          | 5.082                     |         | 27        | 236       | 23         |